# مدود
مدود (به لاتین: Madud) یک منطقهٔ مسکونی در افغانستان است که در ولسوالی مایمی واقع شده‌است.